# Polum
Polum es una localidad de Croacia situada en el municipio de Velika Pisanica, en el condado de Bjelovar-Bilogora. Según el censo de 2021, tiene una población de 35 habitantes.

## Geografía
Está situada a una altitud de 183 metros sobre el nivel del mar, a unos 111 km de la capital nacional, Zagreb.

## Demografía
| Gráfica de población de Polum 1857-2021                            |
|                                                                    |
| Según los censos de población de la Oficina de Estadísticas Croata |